# اندیس فسخورد ۱
فسخورد ۱ یک اندیس غیرفلزی است که در حوالی شهر اردستان استان اصفهان قرار دارد و مادهٔ معدنی موجود در آن، باریت است.  